# 戈爾河刺鯿
戈爾河刺鯿（学名：Acanthobrama persidis）為輻鰭魚綱鯉形目雅羅魚科刺鯿屬的其中一種，分布於亞洲伊朗Kor河流域，背鰭硬棘3枚， 背鰭軟條6-7枚，臀鰭硬棘3枚，臀鰭軟條7-10枚，體長可達9.7公分，棲息在底中層水域，生活習性不明。

## 扩展阅读
維基物種上的相關：戈爾河刺鯿